# Mesa de los Tres Reyes
Mesa de los Tres Reyes (arag. Meseta d'os Tres Reis, bask.  Iror Errege Maia,  gask. Tabla d'eths Tros Rouyes, fr. Table des Trois Rois) – szczyt w Pirenejach o wysokości 2442 m n.p.m. Leży na granicy między Hiszpanią (prowincje Aragonia i Nawarra) a Francją (departament Pireneje Atlantyckie). Jest najwyższym szczytem hiszpańskiej prowincji Nawarra.